# Ostrovačice
Ostrovačice (deutsch Schwarzkirchen) ist eine Minderstadt in Tschechien. Sie liegt 15 Kilometer westlich des Stadtzentrums von Brünn an dessen Stadtrand und gehört zum Okres Brno-venkov.

## Geographie
Ostrovačice befindet sich linksseitig des Baches Říčanský potok (Mühlbach) in der Boskovická brázda (Boskowitzer Furche) am Übergang zur Bobravská vrchovina. Nordöstlich erhebt sich der Lipový vrch (478 m), im Osten der Kopeček (479 m), südwestlich der Velehrádky (388 m) und im Westen der Velký Okrouhlík (454 m). Ostrovačice wird im Osten und Norden von der Autobahn D1/E 55/E 65 umfahren, die Abfahrt 178 liegt 500 m nördlich des Ortes. Gegen Nordosten liegt der Naturpark Podkomorské lesy. Drei Kilometer östlich befindet sich im Wald das Automotodrom Brno.
Nachbarorte sind Veverské Knínice, Hvozdec und Nový Dvůr im Norden, Rozdrojovice, Kníničky und Bystrc im Nordosten, Žebětín im Osten, Popůvky, Kývalka und Omice im Südosten, Tetčice und Rosice im Süden, Zastávka im Südwesten sowie Říčany im Westen.

## Geschichte

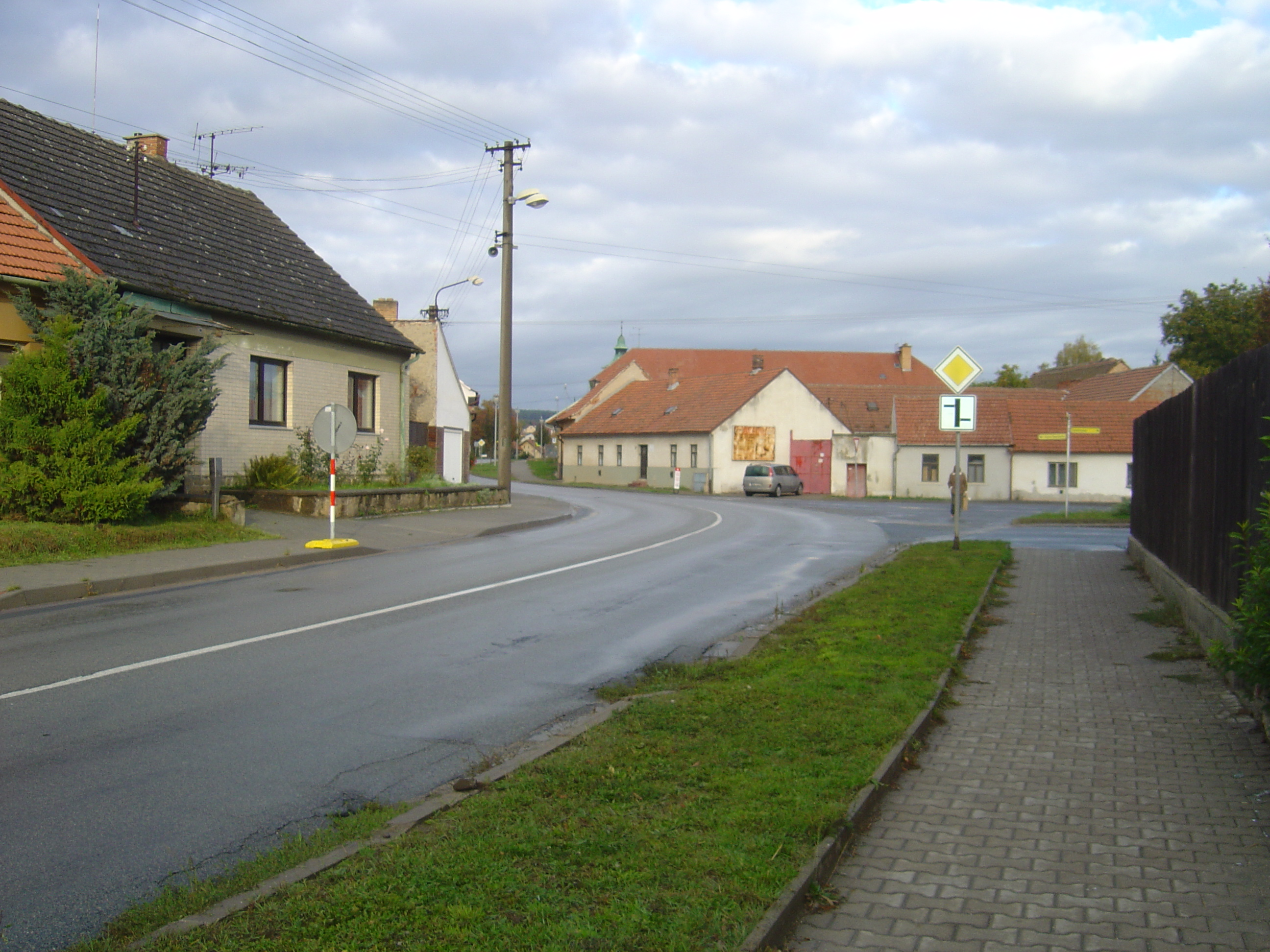
Straße Osvobození in Ostrovačice in nordwestlicher Richtung

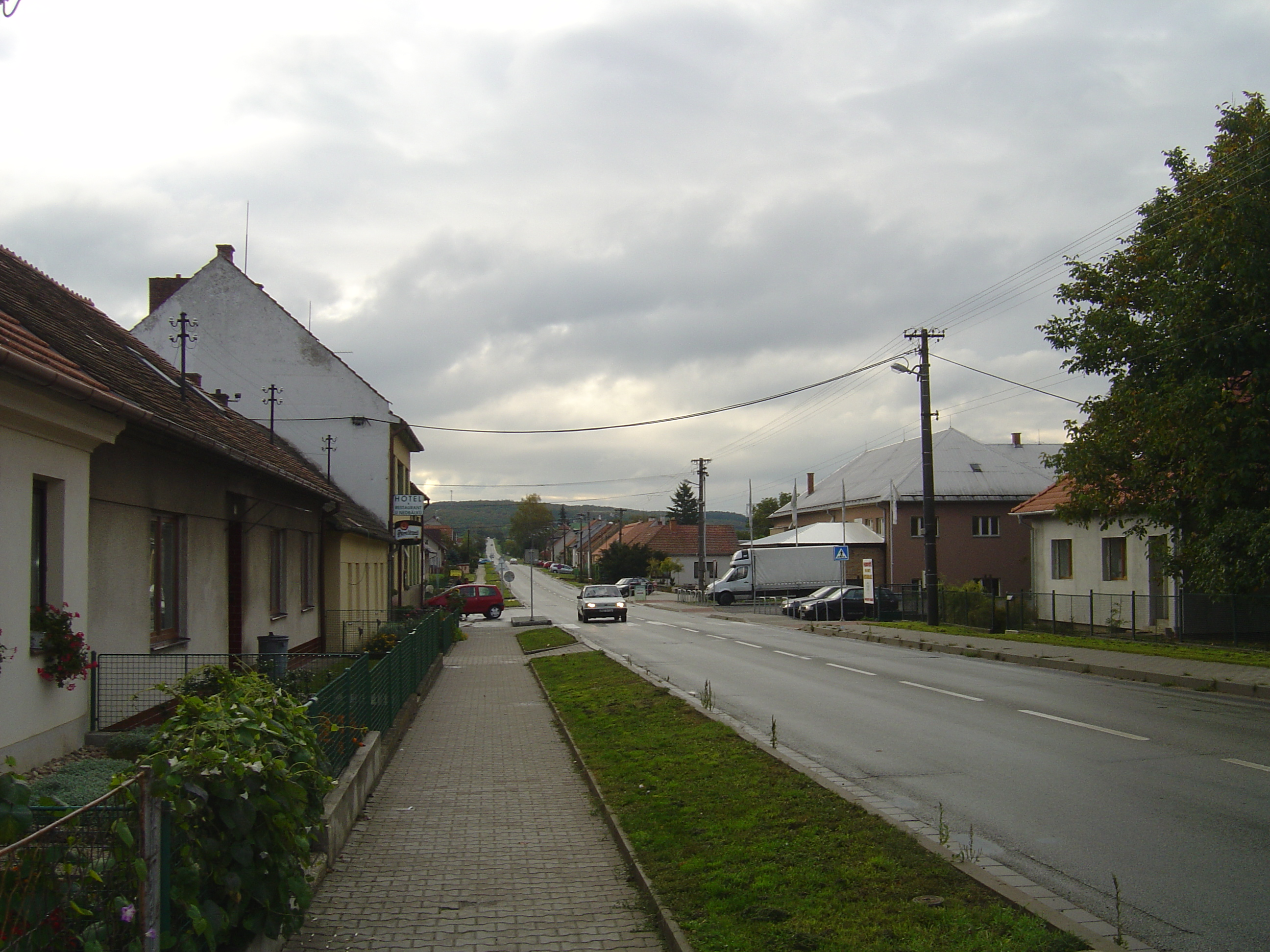
Osvobození in südöstlicher Richtung

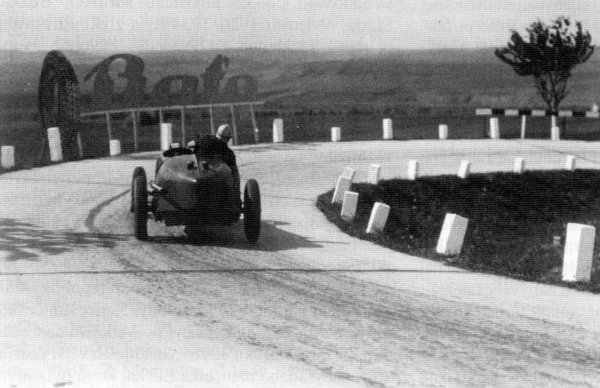
Werkswagen auf der alten Strecke des Masaryk-Ringes bei Ostrovačice, um 1935

Die älteste Erwähnung des Ortes in einer auf den 26. November 1048 datierten Schenkungsurkunde Herzog Břetislavs I. über das Gut Domašov an das Benediktinerkloster Rajhrad hat sich als Falsifikat aus dem 13. Jahrhundert erwiesen. Authentisch ist die Urkunde vom 6. November 1255 über das Recht der Besetzung der Pfarrstelle in Ostrovačice. Ein kleiner Anteil des Dorfes gehörte um 1390 Marold von Ostrovačice und ein weiterer zur Burg Eichhorn. 1420 wurde Jobst Hecht von Rossitz als Besitzer des Eichhorner Anteiles genannt. Kaiser Sigismund bestätigte dem Kloster 1436 alle seine Privilegien, einschließlich des Schenkungsbesitzes von 1048. 1468 besetzte während der Machtkämpfe um die böhmische Krone Herzog Viktorin, ein Sohn des böhmischen Königs Georg von Podiebrads, Ostrovačice. Im Jahre darauf eroberte dessen Schwager Matthias Corvinus das Gebiet. Er entzog dem Kloster als Vergeltung dafür, dass das Stift Břevnov auf Seiten seines Gegners Georg von Podiebrad die Güter Domašov und Ostrovačice, und verpfändete diese an die Stadt Brünn. Nachfolgend beanspruchte auch der Besitzer der Burg Eichhorn, Kasimir von Teschen, den Zehnt und die Steuern von Ostrovačice. 1481 versuchte der Břevnover Abt Řehoř, seine Besitzansprüche gegen die Stadt Brünn gerichtlich durchzusetzen. 1499 löste das Kloster das Pfand gegen 2000 Dukaten wieder aus. Der Rajhrader Propst Jakub klagte 1506 erfolgreich von Wenzel von Ludanitz auf Eichhorn 1200 Schock Groschen ein, die sich dieser von den klösterlichen Untertanen angemaßt hatte. 1562 versuchte Znata von Lomnice Ostrovačice seiner Herrschaft Říčany einzuverleiben. Die Pfarre in Ostrovačice erlosch wahrscheinlich am Ende des 16. Jahrhunderts zeitweilig und der Ort war bis zum Beginn des 17. Jahrhunderts dem Pfarrer in Domašov zugeordnet. Nach der Aufhebung des Klosters Rajhrad im Jahre 1619 wurde dessen Güter konfisziert und 1620 an den Protestanten Sigmund Teuffenbach von Tiefenbach und Mayerhof auf Dürnholz verkauft. Nach Fürsprache seines Bruders Rudolf und Schwiegervaters Karl des Älteren von Zerotein wurde Sigmund Teuffenbach, dem keine Handlungen gegen den Kaiser nachzuweisen waren, nach der Schlacht am Weißen Berg von der Hinrichtung und dem Verlust seiner Güter begnadigt. Jedoch wurde es ihm untersagt, seinen Besitz in Mähren zu verkaufen und das Land zu verlassen. Sigmund Teuffenbach wurde danach zu einem Fürsprecher des Kaisers. 1627 konvertierte er zum Katholizismus. Bis zu seinem Tode im Jahre 1637 lebte Sigmund Teuffenbach hauptsächlich auf Schloss Dürnholz. Da er keine Nachkommen hinterließ, fielen die Herrschaften Dürnholz, Eichhorn und Říčany sowie die Güter Domašov und Ostrovačice seinem Bruder Rudolf zu. Das wiedererrichtete Kloster Rajhrad kaufte Domašov und Ostrovačice schließlich von Rudolf Teuffenbach zurück. Die älteste Beschreibung eines Ortssiegel mit der Bezeichnung villa Ostrovaciensis stammt aus dem Jahre 1655. 1674 brannte das alte Pfarrhaus ab, nach seinem Wiederaufbau ließ der Propst Cölestin 1676 den Pfarrsitz von Domašov nach Ostrovačice verlegen. 1683 floh der Konvent vor den Kuruzen aus Rajhrad nach Ostrovačice. Dies veranlasste das Kloster, 1692 hinter dem Pfarrhaus die Prälatur, einen prächtigen Anbau als Zufluchtsort, errichten zu lassen. Im Jahre 1695 wurde der Ort von einer Heuschreckenplage heimgesucht. In den Jahren 1703 und 1707 floh der Konvent vor den Einfällen der Ungarn nach Ostrovačice. 1715 brach eine Seuche aus. Durch den Kontakt mit den Sterbenden infizierte sich auch der Pfarrer Alexius Kouřil und verstarb 38-jährig. Aus dem Jahre 1746 ist ein Ortssiegel mit der Bezeichnung Wostrowaschitsky und einem Weinstock überliefert. Die Bevölkerung lebte vornehmlich vom Ackerbau, der Schafzucht und der Schindlerei. In der zweiten Hälfte des 18. Jahrhunderts bestand eine Brauerei und seit 1768 eine gemeindliche Mühle. Zu dieser Zeit gab es in Ostrovačice zahlreiche Zünfte. Die größte davon war die der Metzger. 1778 wurde der klösterliche Hof parzelliert, von den 230 Maßen wurden 180 an den Postmeister Jakub Kier verkauft und der Rest an Familianten aufgeteilt. Der Propst Otmar Konrad verkaufte 1782 die Wirtshäuser in Ostrovačice und Domašov. Von dem Erlös von 1000 Gulden ließ er das Pfarrhaus in Domašov wiederaufbauen. Am 3. Juli 1793 kam er beim Transport von Schießpulver nach Brünn in Ostrovačice zu einer Explosion, bei der mehrere Fuhrleute starben. Am 9. September 1842 erhob Ferdinand V. Ostrovačice zum Marktflecken und bewilligte die Abhaltung von vier Jahrmärkten. Die Postmeisterfamilie Kier verkaufte in den 1840er Jahren ihren Großgrundbesitz an den Zbeschauer Kohlengruben- und Gutsbesitzer Josef Duffek.
Nach der Aufhebung der Patrimonialherrschaften bildete Ostrovačice/Schwarzkirchen ab 1850 einen Markt im Brünner Bezirk und ab 1921 im Okres Brno-venkov. 1889 gründete sich die Freiwillige Feuerwehr. 1898 kaufte Clara verwitwete von Hirsch auf Gereuth das Duffeksche Gut. Ihren Großgrundbesitz, der die Herrschaft Rossitz-Eichhorn einschließlich der Burg Eichhorn umfasste, erbte im Jahr darauf ihr Adoptivsohn Moritz Arnold Deforest-Bischoffsheim, ab 1903 Baron De Forest. Der 12.699 ha umfassende Grundbesitz des Barons De Forest, wurde 1926 im Zuge der Bodenreform unter staatliche Verwaltung gestellt und 1932 an die Staatsgüter und Staatsforsten angegliedert. Im Jahre 1923 wurde der Bau der Straße nach Žebětín vollendet. Diese Straße war zwischen 1930 und 1937 Teil der Rennfahrtstrecke des 29,1 km langen Brünner Rings, der später zu Ehren des Präsidenten Tomáš Garrigue Masaryk, als Masaryk-Ring bezeichnet wurde. In den letzten Tagen des Zweiten Weltkrieges kam es Ende April in der Gegend zu heftigen Gefechten zwischen der Wehrmacht und der Roten Armee. Am 1. Mai 1945 nahm die Rote Armee Ostrovačice ein. Ostrovačice verlor 1948 seinen Status als Městys. Im selben Jahre 1948 wurde die Gemeinde dem Okres Rosice zugeordnet. Nach dessen Aufhebung kam Ostrovačice 1961 zum Okres Brno-venkov zurück. 1980 wurde der Beschluss zur Vereinigung der Gemeinden Ostrovačice, Říčany, Veverské Knínice zu einer Einheitsgemeinde Říčany-Ostrovačice mit Sitz in Říčany gefasst. 1984 begann im Waldgebiet der Podkomorské lesy der Bau des neuen Automotodrom Brno. Dabei setzte die kommunistische Regierung Štrougal die Pläne gegen die Proteste von Bewohnern der umliegenden Ortschaften und Naturschützern gegen das Großprojekt im Wald durch. Mit einem Lauf der Motorrad-Weltmeisterschaft wurde die neue Strecke 1987 eingeweiht. Am 22. November 1990 löste sich die Gemeinde Říčany-Ostrovačice wieder auf. Seit 1998 führt die Gemeinde ein Wappen und Banner, beide wurden von Ivo Durec gestaltet. Seit dem 10. Oktober 2006 ist Ostrovačice wieder ein Městys.

## Gemeindegliederung
Für den Městys Ostrovačice sind keine Ortsteile ausgewiesen. Zu Ostrovačice gehört die Einschicht Pod Komorou.

## Partnergemeinde
- Mladeč, Tschechien, seit 1997

## Sehenswürdigkeiten

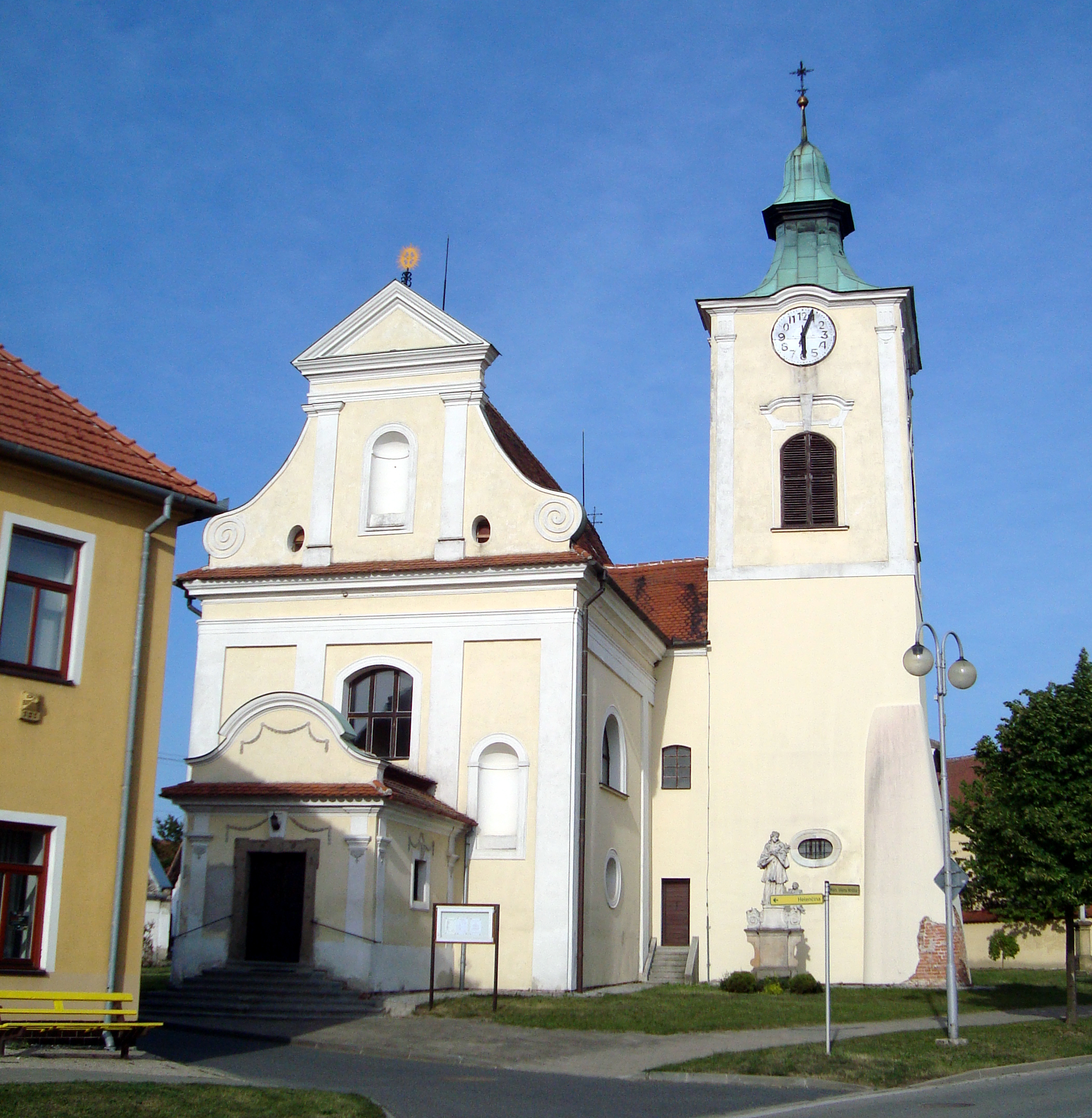
Pfarrkirche

- Kirche des hl. Wenzel und Johannes des Täufers, sie entstand zwischen dem 12. und 13. Jahrhundert. Aus dieser Zeit stammen die Grundmauern des Presbyterium. Zum Ende des 17. Jahrhunderts erfolgte eine frühbarocke Neugestaltung mit Turm. 1718 wurde das Schiff erweitert und die barocke Kapelle der hl. Barbara angebaut. 1803 erfolgte der Anbau klassizistischer Vorhallen. Die Mauer des alten Friedhofes und die Kapelle des hl. Johannes von Nepomuk wurden 1881 abgebrochen
- Pfarrhaus, erbaut 1676. Die als hinterer Trakt 1692 angebaute Prälatur wird als ein Werk Johann Blasius Santini-Aichls angesehen.
- Friedhof, er wurde 1789 auf Grund eines kaiserlichen Erlasses wegen der Seuchengefahr außerhalb des Ortes am Weg nach Veverské Knínice neu angelegt
- historischer Grenzstein der Herrschaft Rajhrad aus dem Jahre 1735
- Statue des hl. Johannes von Nepomuk, geschaffen 1766. Im Mai 2002 wurde eine der beiden zu Füßen des Heiligen sitzenden sandsteinernen Engelsfiguren gestohlen.
- Gedenkstein an die Schießpulverexplosion von 1793
- Grabmal von Emilie Dočkalová, geborene Topinková (1866–1936), der ersten Helenka aus dem Roman Pohádka máje (Ein Maimärchen) von Vilém Mrštík, auf dem Friedhof
- Naturpark Podkomorské lesy
- Quelle Helenčina studánka am Lipový vrch
- Gedenkstätte Pohádka máje, das 2001 im Jägerhaus Pod Komorou eingerichtete kleine Museum, wurde 2002 an den Markt verlegt
- Masaryk-Ring
- älteste Rosskastanie im Okres Brno-venkov, unweit des Marktes
- 150-jährige Linde im Hof der Grundschule

## Persönlichkeiten

### Söhne und Töchter des Ortes
- Adam Benedikt Bavorovský († 1636), er war von 1615 bis 1635 letzter Abt der slawischen Benediktiner im Kloster Na Slovanech. Vor der zwangsweisen Übergabe des Klosters an die Schwarzen Benediktiner aus Montserrat im Jahre 1636 schrieb er die Geschichte des Klosters nieder.
- Karel Želenský (1865–1935), geboren als Karel Drápal, Schauspieler, Regisseur und Bühnenautor

### Ehrenbürger
- 1897: Antonín Duffek (1855–1922), Bürgermeister von 1891 bis 1894
- 1912: Kristin Bohumil Lux, Pfarrer von 1903 bis 1912
- 1944: Antonín Pokorný (1884–1954), Bürgermeister von 1927 bis 1945
- 1998: Svatopluk Beneš (1918–2007), Schauspieler

Jaroslav Hájek (* 1948), Bürgermeister von 1990 bis 2002
Oldřich Krška (1922–2004), für Verdienst um das Kulturleben des Ortes, insbesondere dem Sokol und der Freiwilligen Feuerwehr
Františka Nedbálková (1913–2002), Gastwirtin, sie besaß seit 1939 das Gasthaus U Nedbálků
Zdeněk Pololáník (* 1935), Komponist und Organist
Mons. Bedřich Provazník (1936–2007), Pfarrer von 1992 bis 2007 und Dechant von Rosice von 1996 bis 2004
Miroslav Valnoha (1920–1999), Soldat der tschechoslowakischen Auslandsarmee während der deutschen Besetzung
Otto Valnoha (* 1926), Widerstandskämpfer gegen Nationalsozialismus und Kommunismus, er emigrierte 1948

### Weitere Persönlichkeiten
- Die Brüder Alois und Vilém Mrštík lebten in ihrer Kindheit zwischen 1869 und 1875 in Ostrovačice. Vilém Mrštík besuchte das Städtchen insbesondere während seiner Studienjahre oft. Er erhielt hier Inspirationen für seine Werke Improvisace und Pohádka máje.
- Augustin Koch (1754–1831) war ab 1789 Pfarrer von Ostrovačice. Nach der Errichtung der Abtei Rajhrad im Jahre 1813 wurde er deren erster Abt.
- Václav Jan Pokorný (1894–1979) wirkte ab 1918 als Kaplan in Ostrovačice. Bekanntheit erlangte er als Buchautor, Redakteur der Zeitschrift Hlídka und Verwalter des Klosterarchivs von Rajhrad. Zwischen 1947 und 1950 war er der letzte Abt von Rajhrad.
- Benedikt František Richter (1791–1859), der Professor der Philosophie beschäftigte sich auch slawischen Sprachen. Von 1846 bis zu seinem Tode war er Pfarrer in Ostrovačice, ab 1858 zudem Dechant von Rosice.
- Augustin Alois Vrzal (1864–1930), wirkte von 1916 bis 1929 als Pfarrer in Ostrovačice. Er beschäftigte sich mit der russischen Sprache. Unter dem Pseudonym A. G. Stín trat er als Buchautor und Übersetzer in Erscheinung. Zudem publizierte er in den Zeitschriften Hlídka und Hlas und veröffentlichte das erste tschechische Lehrbuch für russische Sprache.
- Paulus Pressius (Pavel Práza), der Theologe der Böhmischen Brüdergemeine, verstarb 1586 in Ostrovačice auf der Durchreise zu einer Heilhandlung in Iglau.